# 石丸有定
石丸 有定（いしまる ありさだ）は、戦国時代の武将。

## 経歴・人物
伊勢国の人物。はじめ北畠具教に仕え、長野氏との抗争にて軍勢を率いて活躍する。織田信長の次男である信雄が北畠氏の養子となると、これに属し、伊勢南部にて300貫文を知行する。のち天正19年（1591年）信雄が豊臣秀吉により所領を没収され、出羽秋田へ流罪にされた際にもこれに従った。文禄元年（1592年）徳川家康に招聘され、500石を知行する。慶長3年（1598年）病気により蟄居する。墓所は神奈川県横浜市青葉区のこどもの国近くの松岳院。